# Gęstość liczebności
Gęstość liczebności – wskaźnik wyrażający się stosunkiem liczebności danej klasy do rozpiętości przedziału klasowego. Jego zapis matematyczny wygląda następująco:
{\displaystyle f_{n_{i}}={\frac {n_{i}}{h_{i}}},}
gdzie:
{\displaystyle i=1,2,\dots ,k,} – indeksy kolejnych przedziałów w szeregu rozdzielczym przedziałowym.
{\displaystyle n_{i}} – liczebność w przedziale {\displaystyle i,}
{\displaystyle h_{i}} – szerokość przedziału {\displaystyle i.}
Gęstością liczebności posługujemy się w celu oceny struktury badanej populacji statystycznej, przy różnych rozpiętościach przedziałów.
Przykładowo – jeżeli badana jest ankietowo wysokość zarobków jakiejś grupy społecznej (populacja statystyczna) i ankietowani mogli wybrać jeden z przedziałów:
1. 1000–1500 (szerokość przedziału {\displaystyle (h_{i})} jest równa 500 jednostkom, np. złotym),
2. 1500–2500 ({\displaystyle h_{i}} = 1000),
3. 2500–5000 ({\displaystyle h_{i}} = 2500),

wówczas różna szerokość przedziałów może zamazać wyniki badania (zwłaszcza gdy w badaniu zostanie przewidzianych znacznie więcej przedziałów, niż tylko trzy – jak w tym uproszczonym modelu). Dzięki temu wskaźnikowi można uzyskać „regularne rozłożenie wyników”, co ma znaczenie przy konstruowaniu czytelnego diagramu i histogramu przedstawiających wyniki badania.